# Констанцская лига
Констанцская лига (нем. Konstanzer Liga) — коалиция государств, существовавшая в период с 1415 по 1447 годы и образованная с целью борьбы против Людвига VII Бородатого герцога Баварско-Ингольштадтского. Была заключена рядом германских феодалов во время проведения Констанцского собора.

## Предыстория

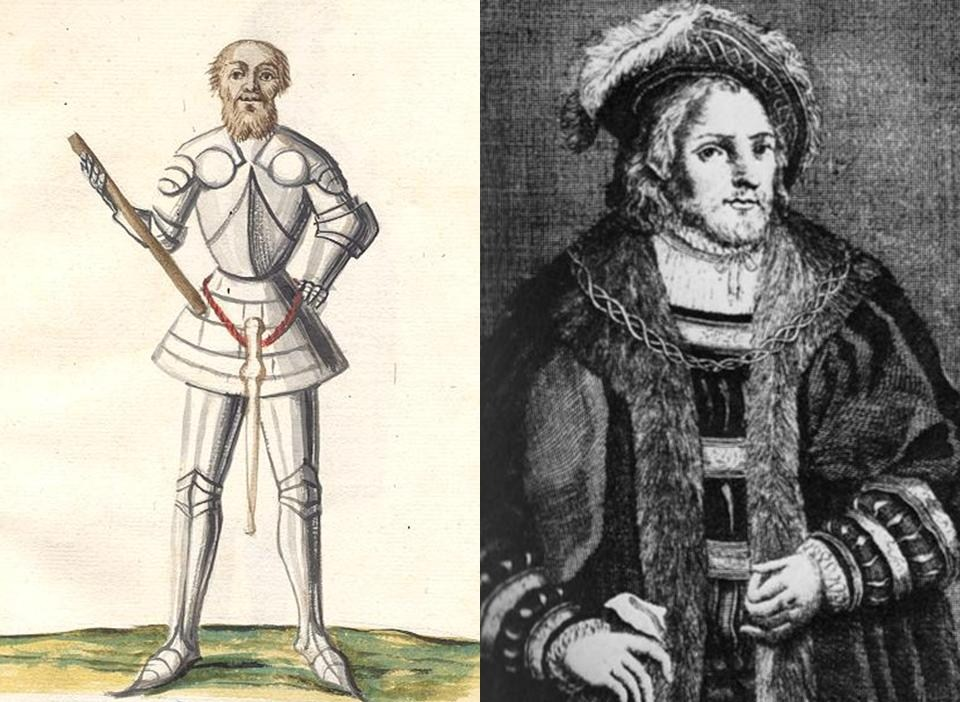
Людвиг VII Бородатый и Генрих XVI

Людвиг VII Бородатый ещё до того как стать герцогом нажил себе много врагов. В 1387—1389 гг. он участвовал в войне против Лиги швабских городов. В 1391 году перебрался в Париж, где во Франции при дворе своей сестры королевы Изабеллы Баварской и её мужа Карла VI. В 1393 году он вернулся в Баварию. В 1394—1395 годах вместе с отцом воевал против Баварско-Мюнхенского герцога Иоганна II. В 1401 участвовал в борьбе на стороне короля Рупрехта Пфальцкого против Джана Галеаццо Висконти. В июле 1403 году вернулся в Ингольштадт, после чего возобновил конфликт с соседями выразив претензии Баварско-Мюнхенского герцогство потерянного после поражения отца. Также 1404 году выдвинул претензии на Ландсгут-Баварское герцогство. Это дело долго рассматривалось в разных арбитражах (только в 1410 году требования Людвига окончательно отклонены). В 1413 году, после смерти отца, стал новым герцогом Баварии-Ингольштадта. Продолжил политику предшественника, направленную на расширение владений из-за чего вступил в конфликт с своим двоюродным братом, Генрихом XVI, герцогом Ландсгутом-Баварским.
Общество попугая было основана 17 апреля 1414 года герцогом Генрихом XVI Баварско-Ландсхутским. Генрих XVI осознавая неуживчивый характер Людвига VII начал склонять к вступлению в союз соседних феодалов. Другими членами общества стали Эрнест Баварско-Мюнхенский, его брат Вильгельм III и Иоанн, граф Палатин Ноймарктский. 16 февраля 1415 года членами общества стали Фридрих Нюрнбергский и курфюрст Палатин Людовик III. Его члены встретились 8 июля 1415 года на Констанцском соборе. Там они превратили Общество не только в политический, но и военный союз взаимной защиты от Людовика VII с обязательством поддержки друг друга в случае войны против Баварии-Ингольштадта. Подписавшиеся поклялись распустить союз, только после смерти их заклятого врага Людовика Бородатого. Этот союз впоследствии стал известен как Констанцская лига.

## История
Констанцская лига была оборонительным союзом противников герцога Людовика Бородатого Баварско-Ингольштадтского. Она была основано 8 июля 1415 года на Констанцском соборе.
Помимо Генриха, членами Констанцкой лиги были герцоги Баварско-Мюнхенские, Эрнст и Вильгельм, граф Палатин Иоганн Пфальц-Ноймаркт, бургграф Фридрих Нюрнбергский и курфюрст Людвиг Пфальцский. Члены лиги взяли на себя обязательства по взаимопомощи и использовали свое влияние в империи, чтобы навредить Людвигу.
Император Сигизмунд был открыт для беспокойства членов союза и разрешил любые судебные иски против своего противника Людвига Баварского-Ингольштадтского. Случалось даже, что они участвовали в качестве заседателей в процессах над жителем Ингольштадта. Констанцская лига также сыграла значительную роль в Баварской войне 14201422 годов, которая приобрела общеимперское значение благодаря вмешательству герцогов Бавария-Ландсхут и Бавария-Мюнхен после нападения Людвига на Нойштадт-ан-дер-Дунау.
Изменение политики Сигизмунда, поссорившегося с Фридрихом Нюрнбергским, уменьшило влияние Констанцской лиги на короля. Она снова начала играть важную роль только в 1426 году, когда истекло перемирие с Людвигом, когда Сигизмунд пообещал своим баварским членам анфеффмент Штраубингер Ландхен. В мае 1426 года комитет лиги в Нюрнберге предложил разделить территорию Штраубинга на три части. 17 сентября арбитражный суд лиги вынес решение о дальнейшем разделении территории на кварталы.
Когда король также пообещал Людвигу Баварско-Ингольштадтскому часть Штраубингерских земель, союз продлил перемирие с Ингольштадтом. В 1427 году произошел спор между герцогами Мюнхенскими и Генрихом Баварским-Ландсхутским, который, в глазах своих кузенов, не сделал достаточного против Тристрама Ценгера. В начале лета произошло сближение между Эрнстом, Вильгельмом и Людвигом, соперником лиги.